# HK Dinamo Minsk
Der Dinamo Minsk (belarussisch Дынама Мінск, russisch Динамо Минск) ist ein belarussischer Eishockeyklub aus Minsk, der seit 2008 an der Kontinentalen Hockey Liga teilnimmt.

## Geschichte
Der heutige Dinamo Minsk wurde 2004 in der Tradition von Tiwali Minsk gegründet und nahm bis 2008 an der belarussischen Extraliga teil.

Logo bis 2009

Im März 2008 wurde Dinamo in die KHL aufgenommen und wurde in die Bobrow Division eingeteilt. Nach Angaben von Wladimir Naumow, dem Vorsitzenden des belarussischen Eishockeyverbandes, sollte das jährliche Budget des Vereins 15 bis 17 Millionen US-Dollar betragen. Neben Spielern belarussischer und russischer Herkunft verpflichtete der Verein für seine erste KHL-Saison die Kanadier Jeff Ulmer, Mark Rycroft, Mike Maneluk und Andy Chiodo sowie den französischen Nationalspieler Laurent Meunier. Als Trainer der Mannschaft wurde der US-Amerikaner Jim Hughes unter Vertrag genommen, der zuvor Assistenztrainer bei den Boston Bruins war.
Nach anhaltendem Misserfolg und einer Niederlagenserie, die den Club auf den letzten Platz der KHL-Tabelle führte, wurde im Oktober 2008 Jim Hughes entlassen und durch Wassili Spiridonow ersetzt. Zudem wurde ein Teil der ausländischen Spieler ausgetauscht: Mike Maneluk, Laurent Meunier, Michael Ryan und Mark Rycroft wurden entlassen und dafür wurden Geoff Platt und Justin Morrison verpflichtet. Weitere Personalwechsel führten nicht zum Erfolg, so dass Dinamo am Ende der Saison nur den 22. Platz belegte und die Playoffs verpasste. Daraufhin wurde für die neue Spielzeit ein großer Teil der Mannschaft ausgetauscht und vor allem durch Spieler aus Finnland wie die NHL-Veteranen Ossi Väänänen und Ville Peltonen ersetzt. Zudem wurde mit dem belarussischen Nationalcoach Glen Hanlon ein neuer Cheftrainer verpflichtet.
Nach einem durchwachsenen Saisonstart wurde der gesamte Trainerstab um Glen Hanlon gefeuert. Als neuer Cheftrainer wurde der bisherige Trainer des HK Homel, Aljaksandr Andryjeuski, vorgestellt.
In der Saison 2009/10 unterhielt Dinamo mit dem HK Schachzjor Salihorsk ein Farmteam in der belarussischen Extraliga. In der folgenden Spielzeit ging Dinamo eine Partnerschaft mit dem HK Junost Minsk ein. Seit 2011 agiert der HK Gomel als Partnerteam von Dinamo.

## Spielstätte
Der Sportpalast Minsk, der nach dreijähriger Bauzeit 1966 eröffnet wurde, war das Heimstadtion des Vereins bis Dezember 2010. Seitdem trägt die Mannschaft ihre Heimspiele in der Minsk-Arena aus, die im Jahre 2009 erbaut wurde und mit einer Kapazität von 15.000 Zuschauern mehr als vier Mal größer als die alte Spielstätte ist.

## Erfolge
Dinamo Minsk wurde seit der Gründung einmal belarussischer Meister (2007) und einmal Vize-Meister (2006). Zudem gewann der Klub viermal den belarussischen Pokalwettbewerb. 2009 nahm Dinamo zum ersten Mal am Spengler Cup in Davos teil und konnte das Traditionsturnier gewinnen.

## Platzierungen in der KHL
| Saison  | Reguläre Saison            | Play-off-Runde     | Play-off-Gegner      | Gesamtergebnis     |
| ------- | -------------------------- | ------------------ | -------------------- | ------------------ |
| 2008/09 | 22. Platz                  | nicht qualifiziert | nicht qualifiziert   | nicht qualifiziert |
| 2009/10 | 11. Platz (West-Konferenz) | nicht qualifiziert | nicht qualifiziert   | nicht qualifiziert |
| 2010/11 | 08. Platz (West-Konferenz) | Achtelfinale       | Lokomotive Jaroslawl | 3:4                |
| 2011/12 | 06. Platz (West-Konferenz) | Achtelfinale       | OHK Dynamo           | 0:4                |
| 2012/13 | 10. Platz (West-Konferenz) | nicht qualifiziert | nicht qualifiziert   | nicht qualifiziert |
| 2013/14 | 14. Platz (West-Konferenz) | nicht qualifiziert | nicht qualifiziert   | nicht qualifiziert |
| 2014/15 | 05. Platz (West-Konferenz) | Achtelfinale       | Jokerit              | 1:4                |
| 2015/16 | 09. Platz (West-Konferenz) | nicht qualifiziert | nicht qualifiziert   | nicht qualifiziert |
| 2016/17 | 05. Platz (West-Konferenz) | Achtelfinale       | Lokomotive Jaroslawl | 1:4                |
| 2017/18 | 10. Platz (West-Konferenz) | nicht qualifiziert | nicht qualifiziert   | nicht qualifiziert |
| 2018/19 | 11. Platz (West-Konferenz) | nicht qualifiziert | nicht qualifiziert   | nicht qualifiziert |

## Trainer seit 2003
Belarussische Extraliga
- Július Šupler (Juli – November 2003)
- Uladsimir Melentschuk (November 2003 – April 2004)
- Branislav Šajban (Mai 2004 – Oktober 2004)
- Aljaksandr Schumidub (Oktober 2004 – November 2004)
- Leonid Kisseljow (November 2004 – März 2005)
- Aljaksandr Gauryljonak (März – Juni 2005)
- Ľubomír Pokovič (Juni 2005 – Januar 2007)
- Eduard Sankowez (Januar – Mai 2007)
- Andrei Sidorenko (Juli 2007 – April 2008)

KHL
- Jim Hughes (August – Oktober 2008)
- Wassili Spiridonow (2008–2009)
- Glen Hanlon (Mai – 20. Oktober 2009)
- Aljaksandr Andryjeuski (Oktober 2009 – April 2010)
- Marek Sýkora (April 2010 – März 2012)
- Kari Heikkilä (April 2012 – Okt. 2012)
- Aljaksandr Andryjeuski (Okt. 2012 – Nov. 2013)
- Ľubomír Pokovič (Nov. 2013 – Okt. 2015)
- Andrej Kawaljou  (Okt. 2015 – April 2016)
- Craig Woodcroft (April 2016 – Juni 2017)
- Gordie Dwyer (Juni 2017 – November 2018)
- Andrej Sidarenka (November 2018 – April 2019)
- Craig Woodcroft (seit Juni 2019)

## Bekannte ehemalige Spieler
- Sjarhej Stas
- Aljaksandr Andryjeuski
- Andrej Kawaljou
- Ben Clymer
- Andy Chiodo
- Evander Kane
- Jeff Ulmer
- Laurent Meunier
- Hannu Pikkarainen
- Pekka Rinne